# Dichromodes molybdaria
Dichromodes molybdaria är en fjärilsart som beskrevs av Achille Guenée 1858. Dichromodes molybdaria ingår i släktet Dichromodes och familjen mätare. Inga underarter finns listade i Catalogue of Life.